# Club La Tablada
Maillots
Club La Tablada est un club omnisports qui dispose en son sein d'une section rugby à XV et est située dans la Province de Córdoba en Argentine.

## Histoire
Le club est fondé en 1943 et est affilié à l'Unión Cordobesa de Rugby. L'équipe participe actuellement au Torneo del Córdoba - Copa Citi qu'elle remporte pour la première fois en 1961. Il remporte également le Nacional de Clubes en 1999.

## Palmarès
- Vainqueur du Nacional de Clubes en 1999.
- Vainqueur du Tournoi de l'Intérieur en 2001, 2010 et 2011.
- Vainqueur du Torneo del Córdoba à 16 reprises entre 1961 et 2013.